# Jean de Tinan

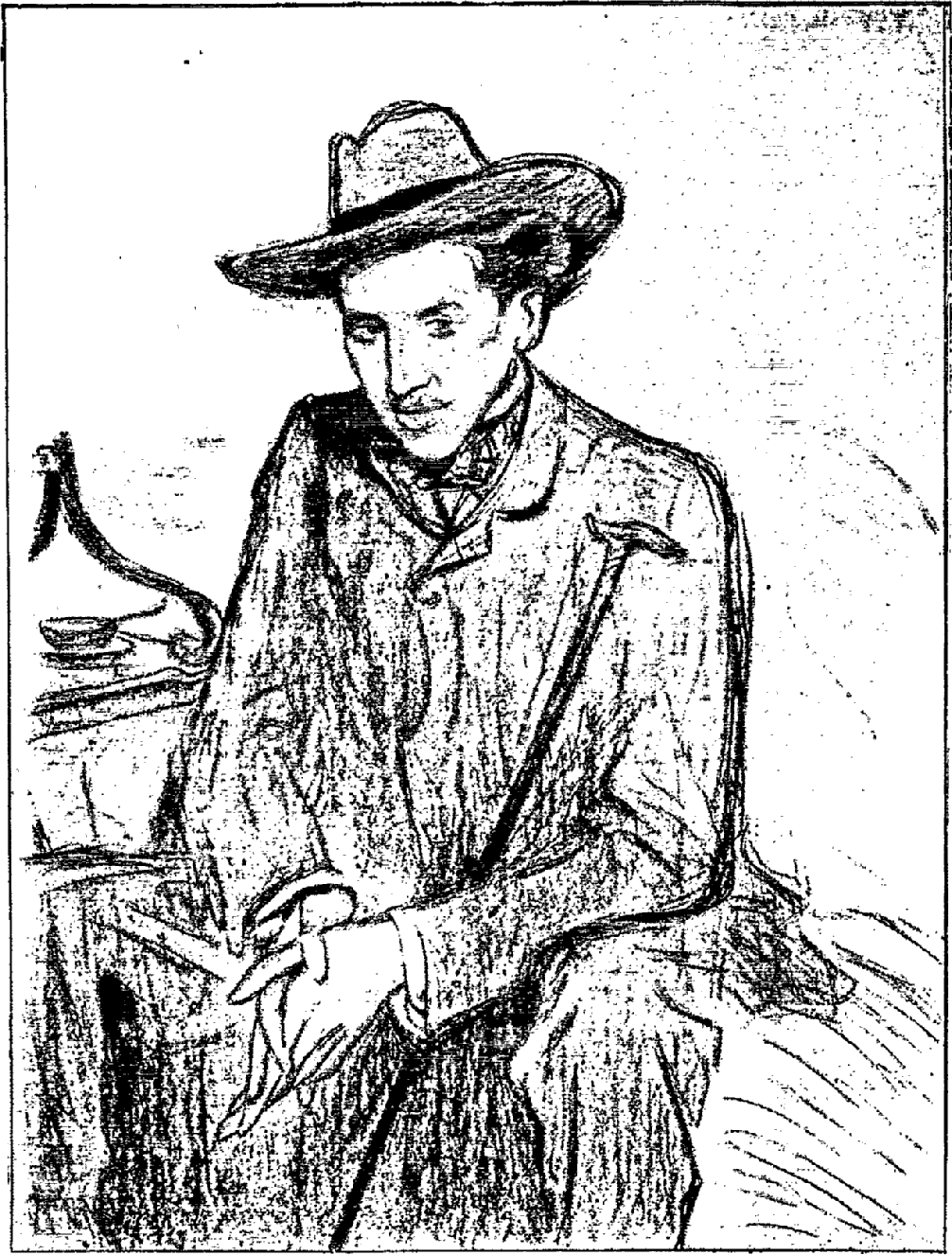
Jean de Tinan 1898 (Porträt von Henry Bataille)

Jean de Tinan (* 19. Januar 1874 in Paris; † 18. November 1898 ebenda) war ein französischer Schriftsteller.

## Leben
Jean de Tinan, Sohn eines Barons, gehörte früh zur Pariser Bohème. Er war mit Pierre Louÿs befreundet und zählte Marcel Schwob, Félicien Rops, Willy und Colette zu seinem Bekanntenkreis. In der Dreyfus-Affäre positionierte er sich gegen Dreyfus. Für die Wochenzeitung Mercure de France schrieb er die Chronik des Pariser Nachtlebens. Von 1897 bis 1899 (postum) veröffentlichte er drei Romane, die noch in jüngster Zeit aufgelegt wurden. Er war seit seiner Kindheit herzkrank, nach einem Schlaganfall gelähmt und starb nach einer schmerzhaften Agonie 1898 im Alter von 24 Jahren. Er wurde auf dem Friedhof Père Lachaise beigesetzt.

## Werke (Auswahl)

### Gesammelte Werke
- Œuvres. 2 Bde. Mercure de France, Paris 1922–1923. Œuvres complètes. 10/18. Union générale d'éditions, Paris 1980. (Vorwort von Hubert Juin)
  - I. Penses-tu réussir ou Les diverses amours de mon ami Raoul de Vallonges.
  - II. Aimienne. L'exemple de Ninon de Lenclos amoureuse

### Einzelwerke
- Un Document sur l'impuissance d'aimer. Librairie de l'art indépendant, Paris 1894. 1920.
- Érythrée. Les amphores de Phéidas, contes. Édition du Mercure de France, Paris 1896.
- Penses-tu réussir ? ou les Diverses amours de mon ami Raoul de Vallonges. Roman. Société du "Mercure de France", Paris 1897. Table ronde, Paris 2003.
- L'Exemple de Ninon de Lenclos amoureuse. Roman. Édition du Mercure de France, Paris 1898.
- Aimienne, ou le Détournement de mineure. Roman. Société du Mercure de France, Paris 1899.
- Annotation sentimentale. S. Kra, Paris 1921.
- Noctambulismes (1897–1898). R. Davis & Cie, Paris 1921. (Vorwort von Francis Carco)